# Liste der Naturdenkmale in Heidesee
Die Liste der Naturdenkmale in Heidesee nennt die Naturdenkmale in Heidesee im Landkreis Dahme-Spreewald in Brandenburg.
In den Spalten befinden sich folgende Informationen:
- Nr.: Identifizierungsnummer nach veröffentlichter Liste. Sie wird von der unteren Naturschutzbehörde des Landkreises oder der kreisfreien Stadt vergeben. Wenn sie bekannt ist, wird sie angegeben. In dieser Spalte kann sich zusätzlich das Wort Wikidata befinden, der entsprechende Link führt zu Angaben zu diesem Naturdenkmal bei Wikidata.
- Bezeichnung: Benennung des Naturdenkmals, in der Regel wird bei Bäume die Baumart genannt. Bekannte Eigennamen werden mit angegeben.
- Gemarkung: Ort oder Gemarkung, in der sich das Naturdenkmal befindet
- Lage: Nennt die Lage des Naturdenkmals im jeweiligen Ortsteil und die geografischen Koordinaten des Naturdenkmals. Link zu einem Kartenansichtstool, um Koordinaten zu setzen. In der Kartenansicht sind Naturdenkmale ohne Koordinaten mit einem roten beziehungsweise orangen Marker dargestellt und können in der Karte gesetzt werden. Denkmale ohne Bild sind mit einem blauen bzw. roten Marker gekennzeichnet, Denkmale mit Bild mit einem grünen beziehungsweise orangen Marker.
- Beschreibung: die Beschreibung des Naturdenkmales
- Schutzzweck: Erläutert den Grund der Unterschutzstellung
- Bild: Zeigt ein Bild des Naturdenkmales und gegebenenfalls ein Link zu weiteren Fotos im Medienarchiv Wikimedia Commons

## Einzelnaturdenkmale

### Bindow
| Bild                           | Bezeichnung | Lage                                                   | Beschreibung | Schutzzweck | Nummer |
| ------------------------------ | ----------- | ------------------------------------------------------ | ------------ | ----------- | ------ |
| Weitere Bilder Fotos hochladen | Stieleiche  | Bindow, am Dorfanger (52° 17′ 4,5″ N, 13° 44′ 36,8″ O) |              |             |        |

### Dannenreich
| Bild                           | Bezeichnung | Lage                                                                                | Beschreibung | Schutzzweck | Nummer |
| ------------------------------ | ----------- | ----------------------------------------------------------------------------------- | ------------ | ----------- | ------ |
| Weitere Bilder Fotos hochladen | Stieleiche  | Dannenreich, Dorfstraße 45, Flur 1, Flurstück 117 (52° 18′ 51,1″ N, 13° 45′ 1,2″ O) |              |             |        |
| Weitere Bilder Fotos hochladen | Stieleiche  | Dannenreich, Dorfplatz vor der Gaststätte (52° 18′ 47,3″ N, 13° 45′ 3,8″ O)         |              |             |        |

### Friedersdorf
| Bild                                    | Bezeichnung          | Lage                                                       | Beschreibung | Schutzzweck | Nummer |
| --------------------------------------- | -------------------- | ---------------------------------------------------------- | ------------ | ----------- | ------ |
| Weitere Bilder Fotos hochladen          | Flatterulme (Ulme 1) | Friedersdorf, Dorfanger (52° 17′ 28,2″ N, 13° 47′ 27,8″ O) |              |             |        |
| Direkt Bild zu diesem Denkmal hochladen | Flatterulme (Ulme 2) | Friedersdorf, Dorfanger (hinter Imbiss) ()                 |              |             |        |
| Direkt Bild zu diesem Denkmal hochladen | Flatterulme (Ulme 3) | Friedersdorf, Dorfanger ()                                 |              |             |        |
| Direkt Bild zu diesem Denkmal hochladen | Flatterulme (Ulme 4) | Friedersdorf, Dorfanger ()                                 |              |             |        |

### Friedrichshof
| Bild                           | Bezeichnung             | Lage | Beschreibung | Schutzzweck | Nummer |
| ------------------------------ | ----------------------- | --- | ------------ | ----------- | ------ |
| Weitere Bilder Fotos hochladen | Stieleiche/Traubeneiche | Friedersdorf, Straßenkreuzung Chausseestraße/Eichenweg, Flur 2, Flurstück 50 (52° 19′ 5,5″ N, 13° 46′ 8,1″ O) |              |             |        |

### Gräbendorf
| Bild                                    | Bezeichnung              | Lage | Beschreibung               | Schutzzweck | Nummer |
| --------------------------------------- | ------------------------ | --- | -------------------------- | ----------- | ------ |
| Weitere Bilder Fotos hochladen          | Stieleiche               | Gräbendorf, Dorfplatz (52° 14′ 27,5″ N, 13° 42′ 28,4″ O) |                            |             |        |
| Weitere Bilder Fotos hochladen          | Traubeneiche 1           | Gräbendorf, Dorfplatz (52° 14′ 27,2″ N, 13° 42′ 27,9″ O) | nördlicher Baum            |             |        |
| Weitere Bilder Fotos hochladen          | Traubeneiche 2           | Gräbendorf, Dorfplatz (52° 14′ 26,5″ N, 13° 42′ 28,3″ O) | südlicher Baum             |             |        |
| Weitere Bilder Fotos hochladen          | Traubeneiche 3           | Gräbendorf, Dorfplatz (52° 14′ 27″ N, 13° 42′ 28,6″ O) | östlicher Baum             |             |        |
| Direkt Bild zu diesem Denkmal hochladen | Traubeneiche 4           | Gräbendorf, Dorfplatz () | vermutlich nicht vorhanden |             |        |
| Weitere Bilder Fotos hochladen          | Stieleiche (Königseiche) | Gräbendorf, Hauptweg (G.z. Forsthaus. Dubrow ausg.), Flur 11, Flurstück 8/3; von Gräbendorf aus Feld-/Waldweg in Richtung Forsthaus Dubrow, Hinweisschild ca. 1 km hinter dem Waldrand, Eiche befindet sich ca. 100 m rechts des Weges (52° 12′ 58,5″ N, 13° 42′ 0,9″ O) |                            |             |        |
| Weitere Bilder Fotos hochladen          | Ulme                     | Gräbendorf, Kirchhof (52° 14′ 27,9″ N, 13° 42′ 28,9″ O) |                            |             |        |

### Gussow
| Bild                           | Bezeichnung | Lage | Beschreibung | Schutzzweck                  | Nummer |
| ------------------------------ | ----------- | --- | ------------ | ---------------------------- | ------ |
| Weitere Bilder Fotos hochladen | Flatterulme | Gussow, gegenüber Dorfstraße 6 (neben Gaststätte), Flur 2, Flurstück 504 (52° 15′ 23,8″ N, 13° 44′ 4,1″ O) |              | 2021 stark zurückgeschnitten |        |

### Kolberg
| Bild                           | Bezeichnung                                                 | Lage | Beschreibung | Schutzzweck | Nummer |
| ------------------------------ | ----------------------------------------------------------- | --- | ------------ | ----------- | ------ |
| Weitere Bilder Fotos hochladen | Stieleiche                                                  | Kolberg, Auf dem Dorfanger (52° 14′ 44,3″ N, 13° 48′ 15,3″ O)                                                   |              |             |        |
| BW                             | Ahorn, Birke, Tanne, Blutbuche, Rosskastanie, Linde, Pappel | Kolberg, Park Kolberg (Ortsmitte) (52° 14′ 45,2″ N, 13° 48′ 14,5″ O)                                            |              |             |        |
| BW                             | Apfelbaumallee (48 Stück)                                   | Kolberg, Ortsverbindungsstraße Ortsausgang Blossin - 1,2 Kilometer vor Kolberg (52° 14′ 53″ N, 13° 47′ 45,6″ O) |              |             |        |

### Streganz
| Bild | Bezeichnung | Lage | Beschreibung | Schutzzweck | Nummer |
| ---- | ----------- | --- | ------------ | ----------- | ------ |
| BW   | Stieleiche  | Streganz, Dorfaue, Flur 1, Flurstück 169 (52° 12′ 7,1″ N, 13° 50′ 13,2″ O)                                                       |              |             |        |
| BW   | Sandkiefer  | Streganz, 150 Meter nördlich des Ortsverbindungsweges Streganz - Prieros, Flur 4, Flurstück 71 (52° 12′ 8,3″ N, 13° 49′ 11,6″ O) |              |             |        |

### Streganzberg
| Bild                                    | Bezeichnung          | Lage                                             | Beschreibung                                                                                      | Schutzzweck | Nummer |
| --------------------------------------- | -------------------- | ------------------------------------------------ | ------------------------------------------------------------------------------------------------- | ----------- | ------ |
| BW                                      | Rotbuche 1 (links)   | Streganzberg, (52° 11′ 46,4″ N, 13° 48′ 0,1″ O)  | Blutbuchenallee, 90 Meter südlich des Pferdehofes am Ortsverbindungsweges Streganz - Streganzberg |             |        |
| BW                                      | Blutbuche 2 (links)  | Streganzberg, (52° 11′ 46″ N, 13° 47′ 59,9″ O)   | Blutbuchenallee, 90 Meter südlich des Pferdehofes am Ortsverbindungsweges Streganz - Streganzberg |             |        |
| BW                                      | Blutbuche 3 (links)  | Streganzberg, (52° 11′ 45,7″ N, 13° 47′ 59,6″ O) | Blutbuchenallee, 90 Meter südlich des Pferdehofes am Ortsverbindungsweges Streganz - Streganzberg |             |        |
| BW                                      | Blutbuche 4 (links)  | Streganzberg, (52° 11′ 45,4″ N, 13° 47′ 59,2″ O) | Blutbuchenallee, 90 Meter südlich des Pferdehofes am Ortsverbindungsweges Streganz - Streganzberg |             |        |
| BW                                      | Blutbuche 5 (links)  | Streganzberg, (52° 11′ 45,1″ N, 13° 47′ 58,9″ O) | Blutbuchenallee, 90 Meter südlich des Pferdehofes am Ortsverbindungsweges Streganz - Streganzberg |             |        |
| BW                                      | Blutbuche 6 (links)  | Streganzberg, (52° 11′ 44,4″ N, 13° 47′ 58″ O)   | Blutbuchenallee, 90 Meter südlich des Pferdehofes am Ortsverbindungsweges Streganz - Streganzberg |             |        |
| BW                                      | Rotbuche 7 (links)   | Streganzberg, (52° 11′ 44,2″ N, 13° 47′ 57,7″ O) | Blutbuchenallee, 90 Meter südlich des Pferdehofes am Ortsverbindungsweges Streganz - Streganzberg |             |        |
| BW                                      | Rotbuche 8 (links)   | Streganzberg, (52° 11′ 43,9″ N, 13° 47′ 57,3″ O) | Blutbuchenallee, 90 Meter südlich des Pferdehofes am Ortsverbindungsweges Streganz - Streganzberg |             |        |
| BW                                      | Blutbuche 1 (rechts) | Streganzberg, (52° 11′ 46,4″ N, 13° 47′ 59,5″ O) | Blutbuchenallee, 90 Meter südlich des Pferdehofes am Ortsverbindungsweges Streganz - Streganzberg |             |        |
| BW                                      | Blutbuche 2 (rechts) | Streganzberg, (52° 11′ 46,1″ N, 13° 47′ 59,2″ O) | Blutbuchenallee, 90 Meter südlich des Pferdehofes am Ortsverbindungsweges Streganz - Streganzberg |             |        |
| BW                                      | Blutbuche 3 (rechts) | Streganzberg, (52° 11′ 45,5″ N, 13° 47′ 58,5″ O) | Blutbuchenallee, 90 Meter südlich des Pferdehofes am Ortsverbindungsweges Streganz - Streganzberg |             |        |
| BW                                      | Blutbuche 4 (rechts) | Streganzberg, (52° 11′ 45,2″ N, 13° 47′ 58,2″ O) | Blutbuchenallee, 90 Meter südlich des Pferdehofes am Ortsverbindungsweges Streganz - Streganzberg |             |        |
| BW                                      | Blutbuche 5 (rechts) | Streganzberg, (52° 11′ 44,9″ N, 13° 47′ 57,9″ O) | Blutbuchenallee, 90 Meter südlich des Pferdehofes am Ortsverbindungsweges Streganz - Streganzberg |             |        |
| BW                                      | Blutbuche 6 (rechts) | Streganzberg, (52° 11′ 44,6″ N, 13° 47′ 57,6″ O) | Blutbuchenallee, 90 Meter südlich des Pferdehofes am Ortsverbindungsweges Streganz - Streganzberg |             |        |
| BW                                      | Rotbuche 7 (rechts)  | Streganzberg, (52° 11′ 44,3″ N, 13° 47′ 57,2″ O) | Blutbuchenallee, 90 Meter südlich des Pferdehofes am Ortsverbindungsweges Streganz - Streganzberg |             |        |
| Direkt Bild zu diesem Denkmal hochladen | 6 Rosskastanien      | Streganzberg, ()                                 | Blutbuchenallee, 90 Meter südlich des Pferdehofes am Ortsverbindungsweges Streganz - Streganzberg |             |        |

### Wolzig
| Bild                                    | Bezeichnung    | Lage                                              | Beschreibung | Schutzzweck | Nummer |
| --------------------------------------- | -------------- | ------------------------------------------------- | ------------ | ----------- | ------ |
| Direkt Bild zu diesem Denkmal hochladen | Waldkiefer     | Wolzig, Alte Poststraße, Flur 4, Flurstück 376 () |              |             |        |
| Direkt Bild zu diesem Denkmal hochladen | Scheinzypresse | Wolzig, Lindenallee 4, Flur 15, Flurstück 69 ()   |              |             |        |

## Flächennaturdenkmale

### Bindow
| Bild | Bezeichnung                | Lage                                     | Beschreibung | Schutzzweck | Nummer |
| ---- | -------------------------- | ---------------------------------------- | ------------ | ----------- | ------ |
| BW   | Südostufer Ziestsee Bindow | Bindow, (52° 15′ 40,8″ N, 13° 45′ 12″ O) | 8,961 Hektar |             | 4052   |

### Blossin
| Bild            | Bezeichnung       | Lage                                      | Beschreibung  | Schutzzweck | Nummer |
| --------------- | ----------------- | ----------------------------------------- | ------------- | ----------- | ------ |
| Fotos hochladen | Küchensee Blossin | Blossin, (52° 15′ 29,8″ N, 13° 47′ 46″ O) | 22,426 Hektar |             | 4048   |

### Friedersdorf
| Bild                                    | Bezeichnung               | Lage             | Beschreibung | Schutzzweck | Nummer |
| --------------------------------------- | ------------------------- | ---------------- | ------------ | ----------- | ------ |
| Direkt Bild zu diesem Denkmal hochladen | Schäfergrund Friedersdorf | Friedersdorf, () | 3,550 Hektar |             | 4049   |

### Gräbendorf
| Bild                           | Bezeichnung            | Lage                                           | Beschreibung | Schutzzweck | Nummer |
| ------------------------------ | ---------------------- | ---------------------------------------------- | ------------ | ----------- | ------ |
| Weitere Bilder Fotos hochladen | Försterwiese Frauensee | Gräbendorf, (52° 13′ 43,2″ N, 13° 43′ 11,3″ O) | 4,216 Hektar |             | 4057   |

### Gussow
| Bild | Bezeichnung             | Lage                                       | Beschreibung | Schutzzweck | Nummer |
| ---- | ----------------------- | ------------------------------------------ | ------------ | ----------- | ------ |
| BW   | Giebelsee Senzig/Bindow | Gussow, (52° 16′ 15,4″ N, 13° 42′ 41,9″ O) | 6,544 Hektar |             | 4051   |

### Kolberg
| Bild | Bezeichnung                 | Lage                                        | Beschreibung                       | Schutzzweck | Nummer |
| ---- | --------------------------- | ------------------------------------------- | ---------------------------------- | ----------- | ------ |
| BW   | Ostbucht Langer See Kolberg | Kolberg, (52° 14′ 28,8″ N, 13° 47′ 34″ O)   | 10,691 Hektar, Teil des Langen See |             | 4005   |
| BW   | Kesselsee Kolberg           | Kolberg, (52° 13′ 55,4″ N, 13° 48′ 21,7″ O) | 10,785 Hektar                      |             | 4030   |

### Streganz
| Bild | Bezeichnung          | Lage                                         | Beschreibung  | Schutzzweck | Nummer |
| ---- | -------------------- | -------------------------------------------- | ------------- | ----------- | ------ |
| BW   | Streganzer Berg      | Streganz, (52° 11′ 50,4″ N, 13° 48′ 49,1″ O) | 49,690 Hektar |             | 4066   |
| BW   | Beckerteich Streganz | Streganz, (52° 11′ 41,9″ N, 13° 47′ 58,7″ O) | 34,228 Hektar |             | 4053   |

## Quelle
Die Daten wurden vom Umweltamt des Landkreises Dahme-Spreewald zur Verfügung gestellt.